# غونسالو غيديس
غونسالو مانويل غانتشينيو غيديس (بالبرتغالية: Gonçalo Guedes‏) (بالبرتغالية: تلفظ برتغالي: ‎/ɡõˈsalu ˈɣɛðɨʃ/‏؛ مواليد 29 نوفمبر 1996) هو لاعب كرة قدم برتغالي يلعب في مركز الجناح مع نادي بنفيكا على سبيل الإعارة من نادي وولفرهامبتون واندررز ومنتخب البرتغال لكرة القدم.
بدأ مسيرته المهنية مع نادي بنفيكا، حيث شارك لأول مرة في مع الفريق الاحتياطي للنادي في أبريل 2014 وشارك مع الفريق الأول بعد ستة أشهر. بعد 11 هدفًا في 63 مباراة في جميع المسابقات، وفوزه بخمس بطولات كبرى، انتقل إلى باريس سان جيرمان مقابل 30 مليون يورو في يناير 2017. ولعب 13 مباراة فقط مع باريس، وتمت إعارة نادي فالنسيا قبل ان ينضم إليهم مقابل يورو 40 مليون في أغسطس 2018.
لعب غيديس أكثر من 50 مباراة دولية مع البرتغال على مستوى الشباب، من تحت 15 سنة إلى تحت 23 سنة. شارك في أول مباراة دولية له في نوفمبر 2015 بعمر 18 عام، ولعب في كأس العالم 2018. سجل هدف الفوز للبرتغال في نهائي دوري الأمم الأوروبية 2019.

## مسيرته الكروية

### بنفيكا
من مواليد بينافينتي، انضم غيديس إلى إس. نظام بنفيكا للشباب في عام 2005، حيث تقدم لفريق الصغار. في أول مشاركة له في سن 8، سجل جميع الأهداف في مباراة الفوز 5–0 ضد فريق من الأولاد أكبر منه بثلاث سنوات. كان جزءًا من فريق بنفيكا في الدوري الأوروبي للشباب الافتتاحي في موسم 2013–14، مما ساهم في انتصاراتهم على باريس سان جرمان وأندرلخت ومانشستر سيتي وريال مدريد في طريقهم إلى المباراة النهائية.
في 19 أبريل 2014، شارك لأول مرة مع بنفيكا ب في مباراة بدوري الدرجة الثانية ضد بورتو في موسم 2013–14، ولعب 21 دقيقة من الخسارة 4–1 في النهاية قبل استبداله باللاعب رودينيلسون سيلفا.
في 18 أكتوبر 2014، شترك غيديس لأول مرة مع الفريق الأول في الجولة الثالثة من كأس البرتغال. في 4 يناير 2015، شارك لأول مرة في الدوري البرتغالي الممتاز أمام بينافيل، كبديل في الوقت الإضافي عن اللاعب ليما في مباراة الفوز 3–0. في 4 يوليو، فاز بجائزة أفضل لاعب صاعد في الدوري البرتغالي.
في 26 سبتمبر 2015، سجل هدفه الأول مع بنفيكا في الفوز 3–0 على باسوش دي فيريرا في الدوري. في 30 سبتمبر، سجل هدفه الأول في دوري أبطال أوروبا بفوزه على أتلتيكو مدريد (1–2)، وأصبح أصغر لاعب برتغالي يسجل هدفًا في مرحلة المجموعات. تمت الإشادة به من قبل مدرب الخصم دييغو سيميوني بعد المباراة.
بينما كان يلعب بشكل أساسي على الجهة اليمنى في بنفيكا، لعب بعض المباريات كمهاجم وهمي في وسط الهجوم بسبب إصابة المهاجم جوناس.

### باريس سان جيرمان
في 25 يناير 2017، انضم غيديس إلى باريس سان جيرمان مقابل 30 مليون يورو، ووقع عقدًا يبقيه في النادي حتى عام 2021. وصرح بأنه يريد محاكاة مواطنه ولاعب باريس السابق باوليتا. فاز باريس سان جيرمان في حرب المزايدة مع مانشستر يونايتد للتوقيع معه.
شارك لأول مرة مع حامل لقب دوري الدرجة الأولى الفرنسي بعد أربعة أيام، ليحل محل زميله الجديد يوليان دراكسلر في الدقائق الثلاث الأخيرة من مباراة التعادل على أرضه 1–1 أمام موناكو.

### فالنسيا
في 1 سبتمبر 2017، تم إعارة غيديس لنادي فالنسيا الإسباني لمدة موسم كامل. تم تسهيل عملية النقل من خلال الاتصالات بين وكيله خورخي مينديز وأصحاب فالنسيا.
شارك بأول مباراة له في الدوري الإسباني بعد ثمانية أيام، حيث حل محل أندرياس بيريرا في النصف الأخير من المباراة التي أنتهت بالتعادل السلبي أمام أتلتيكو مدريد. في 15 أكتوبر، سجل غيديس هدفه الأول في مباراة الفوز 6–3 على ريال بيتيس، حيث ارتفع فريقه الذي لم يهزم إلى المركز الثاني فوق ريال مدريد. بعد ستة أيام، سجل هدفين وصنع آخر لسانتي مينا في مباراة الفوز 4–0 على إشبيلية. حصل على استحسان من الصحافة الرياضية الدولية عن أداءه في بداية الموسم.
بعد رفضه للعروض المقدمة من فرق الدوري الإنجليزي الممتاز، في 27 أغسطس 2018، توصلت إدارتي فالنسيا وباريس سان جيرمان إلى اتفاق للتوقيع النهائي مع غيديس مقابل 40 مليون يورو. لعب في نهائي كأس ملك إسبانيا 2019 في 25 مايو، وفاز على برشلونة 2–1 ليحقق الخافيش أول ألقابهم منذ 11 عامًا.

## مسيرته الدولية
تم استدعاء غيديس لأول مرة من قبل المدرب البرتغالي فرناندو سانتوس في 6 نوفمبر 2015، قبل المباريات الودية الدولية ضد روسيا ولوكسمبورغ. شارك لأول مرة بعد ثمانية أيام ضد الأول، بدءاً بالخسارة 0–1 في كراسنودار، مما جعله أول لاعب بعمر 18 عامًا يمثل المنتخب البرتغالي منذ كريستيانو رونالدو.
في 10 نوفمبر 2017، سجل غيديس أول هدف دولي له في المباراة الودية التي فازت فيها السعودية 3–0 في فيسيو، كما صنع هدف مانويل فرنانديز في وقت سابق من المباراة.
تم اختيار غيديس ضمن تشكيلة البرتغال المؤلفة من 23 لاعباً لكأس العالم 2018 في روسيا. في مباراة الإحماء الأخيرة قبل البطولة، سجل هدفين في الفوز 3–0 على الجزائر في ملعب التنين.
في نهائيات دوري الأمم الأوروبية 2019 على أرض وطنه، شارك غيديس كبديل عن جواو فيليكس في مباراة الفوز في نصف النهائي على سويسرا لكنه شارك كأساسي في المباراة النهائية، حيث سجل الهدف الوحيد ضد هولندا في ملعب التنين.

## حياته الشخصية
في مايو 2019، شارك غيديس في حادث تصادم بين سيارته ودراجة نارية في بلنسية، إسبانيا. كلا الطرفين عانوا من إصابات طفيفة.

## الإحصائيات

### النادي
آخر تحديث 18 مايو 2019.
| النادي           | الموسم   | الدوري                          | الدوري | الدوري  | الكأس  | الكأس   | كأس الدوري | كأس الدوري | قاري   | قاري    | أخرى   | أخرى    | المجموع | المجموع |
| النادي           | الموسم   | الدرجة                          | الظهور | الأهداف | الظهور | الأهداف | الظهور     | الأهداف    | الظهور | الأهداف | الظهور | الأهداف | الظهور  | الأهداف |
| ---------------- | -------- | ------------------------------- | ------ | ------- | ------ | ------- | ---------- | ---------- | ------ | ------- | ------ | ------- | ------- | ------- |
| بنفيكا ب         | 2013–14  | الدوري البرتغالي الدرجة الثانية | 1      | 0       | —      | —       | —          | —          | —      | —       | —      | —       | 1       | 0       |
| بنفيكا ب         | 2014–15  | الدوري البرتغالي الدرجة الثانية | 32     | 8       | —      | —       | —          | —          | —      | —       | —      | —       | 32      | 8       |
| بنفيكا ب         | 2015–16  | الدوري البرتغالي الدرجة الثانية | 5      | 3       | —      | —       | —          | —          | —      | —       | —      | —       | 5       | 3       |
| بنفيكا ب         | المجموع  | المجموع                         | 38     | 11      | —      | —       | —          | —          | —      | —       | —      | —       | 38      | 11      |
| بنفيكا           | 2014–15  | الدوري البرتغالي                | 5      | 0       | 1      | 0       | 3          | 0          | 0      | 0       | —      | —       | 9       | 0       |
| بنفيكا           | 2015–16  | الدوري البرتغالي                | 18     | 3       | 1      | 0       | 4          | 0          | 7      | 1       | 1      | 0       | 31      | 4       |
| بنفيكا           | 2016–17  | الدوري البرتغالي                | 16     | 2       | 4      | 1       | 2          | 2          | 6      | 2       | 0      | 0       | 28      | 7       |
| بنفيكا           | المجموع  | المجموع                         | 39     | 5       | 6      | 1       | 9          | 2          | 13     | 3       | 1      | 0       | 68      | 11      |
| باريس سان جيرمان | 2016–17  | الدوري الفرنسي                  | 7      | 0       | 4      | 0       | 0          | 0          | —      | —       | —      | —       | 11      | 0       |
| باريس سان جيرمان | 2017–18  | الدوري الفرنسي                  | 1      | 0       | 0      | 0       | 0          | 0          | 0      | 0       | 1      | 0       | 2       | 0       |
| باريس سان جيرمان | المجموع  | المجموع                         | 8      | 0       | 4      | 0       | 0          | 0          | 0      | 0       | 1      | 0       | 13      | 0       |
| فالنسيا (إعارة)  | 2017–18  | الدوري الإسباني                 | 33     | 5       | 5      | 1       | —          | —          | —      | —       | —      | —       | 38      | 6       |
| فالنسيا          | 2018–19  | الدوري الإسباني                 | 25     | 5       | 1      | 0       | —          | —          | 12     | 3       | —      | —       | 38      | 8       |
| فالنسيا          | المجموع  | المجموع                         | 58     | 10      | 6      | 1       | 0          | 0          | 12     | 3       | 0      | 0       | 76      | 14      |
| الإجمالي         | الإجمالي | الإجمالي                        | 143    | 26      | 16     | 2       | 9          | 2          | 25     | 6       | 2      | 0       | 195     | 36      |

ملاحظات
1. ↑  مباراة واحدة في كأس السوبر البرتغالي
2. ↑  مباراة واحدة في كأس الأبطال الفرنسي

### المنتخب
آخر تحديث 10 سبتمبر 2019.
| المنتخب الوطني | العام   | الظهور | الأهداف |
| -------------- | ------- | ------ | ------- |
| البرتغال       | 2015    | 2      | 0       |
| البرتغال       | 2016    | 0      | 0       |
| البرتغال       | 2017    | 3      | 1       |
| البرتغال       | 2018    | 9      | 2       |
| البرتغال       | 2019    | 5      | 2       |
| المجموع        | المجموع | 19     | 5       |

### الأهداف الدولية
قائمة الأهداف والنتائج مع المنتخب الأول.
| #  | التاريخ        | المكان                           | الخصم    | الهدف | النتيجة | المسابقة                        |
| -- | -------------- | -------------------------------- | -------- | ----- | ------- | ------------------------------- |
| 1. | 10 نوفمبر 2017 | ملعب فونتيل، فيسيو، البرتغال     | السعودية | 2–0   | 3–0     | ودية                            |
| 2. | 7 يونيو 2018   | ملعب دا لوز، لشبونة، البرتغال    | الجزائر  | 1–0   | 3–0     | ودية                            |
| 3. | 7 يونيو 2018   | ملعب دا لوز، لشبونة، البرتغال    | الجزائر  | 3–0   | 3–0     | ودية                            |
| 4. | 9 يونيو 2019   | ملعب التنين، بورتو، البرتغال     | هولندا   | 1–0   | 1–0     | نهائي دوري الأمم الأوروبية 2019 |
| 5. | 7 سبتمبر 2019  | ملعب النجم الأحمر، بلغراد، صربيا | صربيا    | 2–0   | 4–2     | تصفيات بطولة أمم أوروبا 2020    |

## الإنجازات

### النادي
بنفيكا
- الدوري البرتغالي الممتاز (3): 2014–15،[30] 2015–16، 2016–17[31]
- كأس البرتغال (1): 2016–17
- كأس الدوري البرتغالي (2): 2014–15، 2015–16
- كأس السوبر البرتغالي (1): 2016

 باريس سان جيرمان
- كأس فرنسا (1): 2016–17
- كأس الأبطال الفرنسي (1): 2017

 فالنسيا
- كأس ملك إسبانيا (1): 2018–19

### المنتخب
البرتغال
- دوري الأمم الأوروبية (1): 2018–19

### الفردية
- جائزة أفضل لاعب صاعد في الدوري البرتغالي (1): 2014–15[6]
- لاعب الشهر في الدوري البرتغالي (2): أكتوبر[32] وديسمبر 2014[33]

## وصلات خارجية
- غونسالو غيديس على موقع الاتحاد الدولي (مؤرشف)  (الإنجليزية)
- غونسالو غيديس على موقع الاتحاد الأوربي (الإنجليزية)
- غونسالو غيديس على موقع إي إس بي إن إف سي (الإنجليزية)
- غونسالو غيديس على موقع قاعدة بيانات كرة القدم.إي يو (الإنجليزية)
- غونسالو غيديس على موقع ليكيب (الفرنسية)
- غونسالو غيديس على موقع ناشيونال فوتبول تيمز (الإنجليزية)
- غونسالو غيديس على موقع Soccerbase.com (لاعب) (الإنجليزية)
- غونسالو غيديس على موقع Soccerway.com (الإنجليزية)
- غونسالو غيديس على موقع عالم كرة القدم.نت (الإنجليزية)
- غونسالو غيديس على موقع كووورة